# Балымер
Балымер (также Булымер, чув.Пÿлĕмер, тат. Балымер) — городище Волжско-Камской Булгарии близ села Балымеры (Спасский район Татарстана).

## В источниках
Городище находилось у деревни Балымер (по дореволюционному написанию — Булымер). 

Встречается название города как Балыматы: 
«Вниз по реке Волге чуваши, древние болгары, наполняли весь уезд Казанской и Симбирской. Вниз по Каме жили биляры, или болгары, и чолматы - ныне остатки их чуваша, которых и вниз по Волге довольно. Настоящая их столица называлась Боогард (варяжское слово), или Главный и Великий город, как выше сказано, был ниже устья Камы верст с 30, а от Волги лугами отдален верст на семь. А Балыматы от Болгар тех яко 20 поприщь». — Татищев В. Н. История Российская. — М.; Л., 1962. — Т. I.
Василий Татищев жителей города Чаллă - называл Чолматы, а жителей Булымер - Балыматами. Город Болгар - варяги (русы) называли Боогард, верховые чуваши Полкар (низовые Пулкар), пермяне и удмурты Болкар, где скандинавское Гард = чувашскому и удмуртскому Кар - город (городить, ограда).

## Городище
Балымерское городище сохранилось до настоящего времени, расположено на южной окраине села и занимает примерно 3,5 га. Балымерское городище соединено земляным валом с укрепленным замком или крепостницей — Маклашеевским II городищем и наблюдательным пунктом на мысу с одной стороны и сторожевой заставой на месте более древнего городища «Шолом». За валом находились жилые и хозяйственные постройки посада и ремесленные усадьбы. Протянувшаяся на несколько километров, поселенческая агломерация была, очевидно, важным торговым центром этого района. Свидетельством тому являются соответствующие находки, которые были сделаны в этом районе.
Существует точка зрения, что в основе Балымерского городища лежит «крупный поселок, имевший значение племенного центра близлежащих городецких поселений», превращенный в результате его захвата булгарами в небольшой феодальный город.
Могилы и курганы относятся к захоронениям волжских булгар и русов IX — X вв., а также кочевников времен «Золотой орды» XIII — XIV вв.  Существует мнение, что именно в Балымере арабский путешественник Ибн-Фадлан наблюдал погребальную церемонию русов (т.н. погребение в ладье), описанную им в своих воспоминаниях.
Погребение с трупосожжением у села Балымер совершено, скорее всего, в первой половине X века, и подобно погребениям с трупосожжениямя из курганов Ярославского Поволжья X—XI веков, которые оставило смешанное славяно-финно-скандинавское население, но погребении Балымерского кургана имеется влияние волжских булгар (сосуд, поясная сумка с бронзовыми обкладками по краю и круглые «венгерского» типа накладки).

## Описание
Курганы располагались группой, состоящей из 25 насыпей, которые находились на расстоянии 1 версты к СЗ от деревни Балымер (по дореволюционному написанию — Булымер) на берегу Волги на высокой террасе, поросшей дубовым лесом… Всего в разные годы было исследовано 15 насыпей. Курганы имели куполообразную форму, высотой не более 0.7-0.9 м и шириной от 6.3 до 8.5 м.
Из путеводителя по Волге XIX века: На возвышенности, идущей от Спасска к реке Утке, лежит село Никольская полянка. В нём есть церковь во имя Пресвятой Богородицы, построенная в 1778 году. Первое заселение Полянок было в начале 17 столетия. Царь Борис Годунов возвёл Тетюшскую засеку для защиты границ Казанского царства и основал здесь затинный городок, или острожек. В древних документах, хранящихся в помещичьем доме этого села, оно называется Острогом и Полянским городком. При имении есть урочище, по которому в северную сторону идёт земляной вал. Трудно сказать, кем он насыпан, — пишет Н.Боголюбов, — но близость деревни Балымер заставляет предполагать, что этот вал — остаток древнего болгарского города Балымата. Тем более, что Балымер иногда называется и Балыматом, что видно из древних актов на земли этой деревни. Балымат, в числе прочих приданных городов, отдан был князю Фёдору Ростиславичу Смоленскому.